# امت دالتون
امت دالتون (انگلیسی: Emmett Dalton; ۳ مهٔ ۱۸۷۱ – ۱۳ ژوئیهٔ ۱۹۳۷) بازیگر و سارق بانک اهل ایالات متحده آمریکا بود.
او همچنین نویسنده کتاب When the Daltons rode می‌باشد که در ایران با نام "آخرین یاغی: روزگاری که دالتون‌ها می‌تاختند" با ترجمه بهمن انصاری و نشر آرون، منتشر شده است. این کتاب شرح زندگی او و باند دالتون‌هاست. 